# Andropogon kelleri
Andropogon kelleri là một loài thực vật có hoa trong họ Hòa thảo. Loài này được Hack. ex Schinz mô tả khoa học đầu tiên năm 1900.